# Mauro Marcheselli
Mauro Marcheselli (Melara, 19 ottobre 1953) è un fumettista e curatore editoriale italiano.

## Biografia
Sul finire degli anni Settanta fa parte di un gruppo che dà vita al Club Giovani Amici del fumetto, che si dividerà in un'altra fazione chiamata Fumo di China.
Nel 1986 diventa redattore della Sergio Bonelli editore e dal 1992 scrive soggetti per Dylan Dog.
Collabora a riviste specializzate quali Il fumetto, Comic Art, Pilot e Orient Express.
È stato curatore editoriale di Dylan Dog fino al dicembre 2009, venendo sostituito da Giovanni Gualdoni.
Da allora ricopre il ruolo di Direttore Editoriale della Sergio Bonelli Editore, ruolo che lascia nel novembre 2015. Lo sostituisce Michele Masiero.